# Correia de Brito
Luís Correia de Brito (Luiz Corrêa de Brito, na grafia original arcaica), mais conhecido como Correia de Brito (Salvador, 21 de julho de 1859 — 11 de setembro de 1930), foi um engenheiro, empresário e político brasileiro.
Foi senador pelo Estado de Pernambuco de 1927 a 1930, além de deputado federal de 1918 a 1926.